# En (langue)
L'en (ou, en vietnamien, nùng vên) est une langue taï-kadaï, de la branche kadaï, parlée au Vietnam dans la province de Cao Bằng.

## Classification
L'en fait partie des langues kadaï, un des sous-groupes des langues taï-kadaï.

## Sources
- (en) Jerold A. Edmondson 2008, Kra or Kadai Languages, dans The Tai-Kadai Languages (éditeurs, Anthony Van Nostrand Diller, Jerold A. Edmondson, Yongxian Luo), pp. 653-670, Londres, Routledge.
- (zh) Li Jinfang, Zhou Guoyan, 1999, 仡央语言探索 - Gēyāng yǔyán tànsuǒ - Studies on Outlier Kam-Tai, Pékin, Zhōngyāng mínzú dàxué chūbǎnshè  (ISBN 7-81056-289-4)